# Distretto di Tekman
Il distretto di Tekman (in turco Tekman ilçesi) è uno dei distretti della provincia di Erzurum, in Turchia.